# Rak (województwo mazowieckie)
Rak – osada leśna w Polsce położona w województwie mazowieckim, w powiecie żuromińskim, w gminie Lutocin.